# 79-й Нью-Йоркский пехотный полк
79-й Нью-Йоркский добровольческий пехотный полк (англ. 79th New York Volunteer Infantry Regiment), известный так же как Highlanders, Cameron Rifle Highlanders и Highland Guard  — один из пехотных полков армии Союза во время Гражданской войны в США. Полк был сформирован весной 1861 года, участвовал в первом сражении при Булл-Ран, затем воевал в Южной Каролине, прошёл все сражения осени 1862 года в Вирджинии, затем был переведён на запад, участвовал в осаде Виксберга и затем снова воевал на востоке до капитуляции Северовирджинской армии у Аппоматтокса.

## Формирование

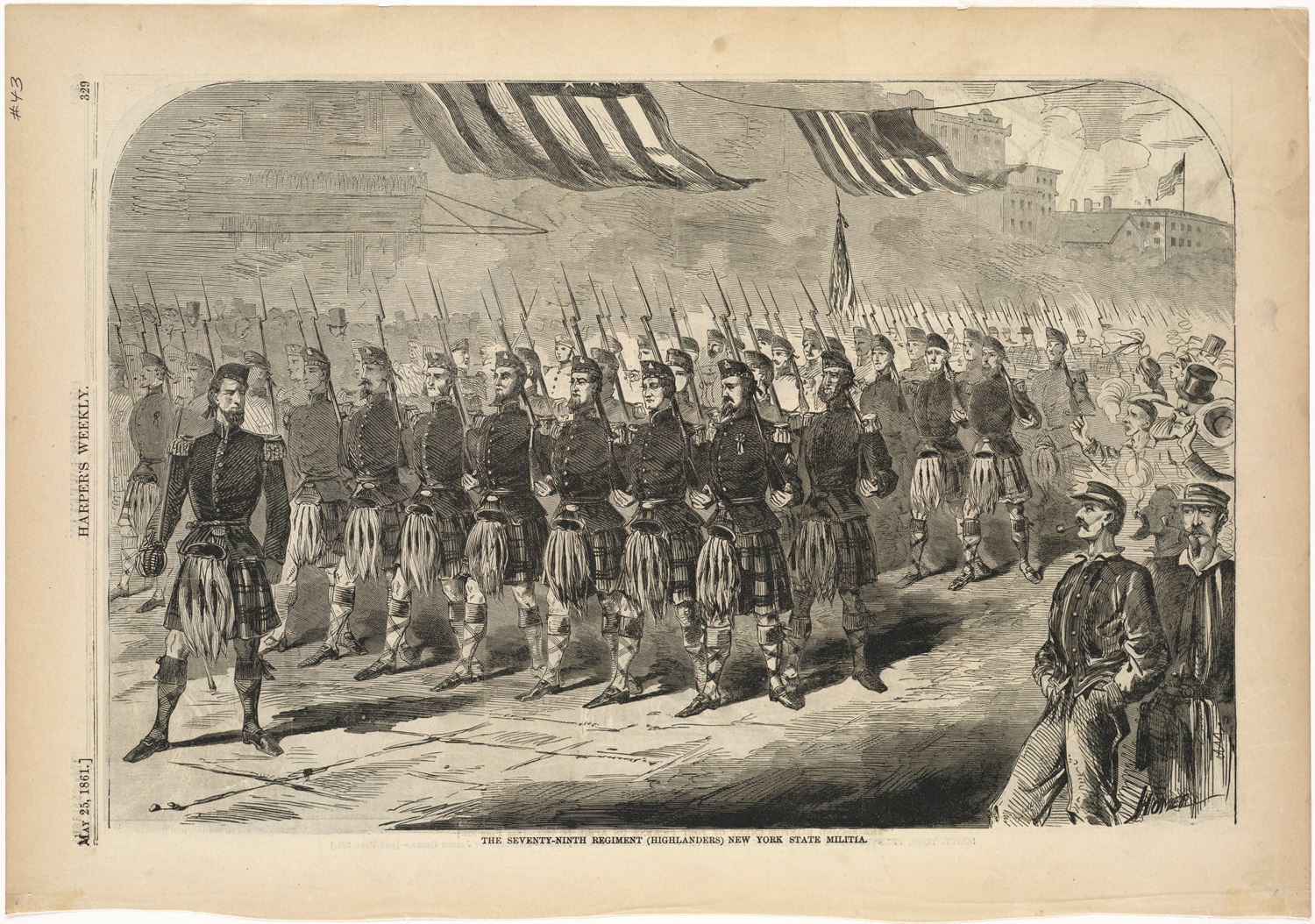
79-й Нью-Йоркский на параде 1861 года.

79-й полк был набран в Нью-Йорке, передан под командование подполковнику Самуэлю Эллиотту, и принят на службу в добровольческую армию США 29 мая 1861 года. Его роты были набраны в основном в Нью-Йорке и преимущественно из шотландцев.

## Боевой путь

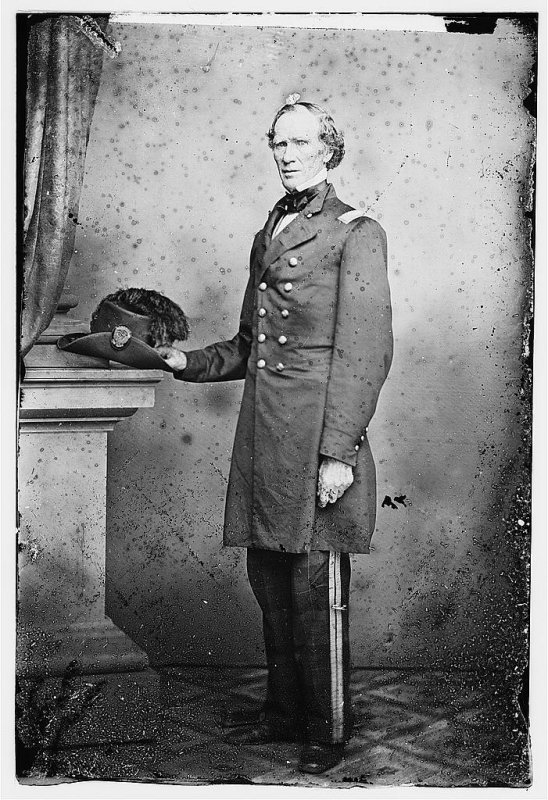
Полковник Джеймс Кэмерон

2 июня полк прошёл маршем по Бродвею и отбыл из Нью-Йорка в Вашингтон, пройдя по пути Балтимор, где его встретили хорошо, в отличие от 6-го массачусетского полка несколькими днями ранее. Полк пробыл в Вашингтоне до начала наступления Северо-Восточной Вирджинской Армии на Манассас. 6 июня командиром полка стал Джеймс Кэмерон, брат военного секретаря Саймона Кэмерона. 16 июля началось наступление на Манассас и полк был включён в бригаду Уильяма Шермана. 17 июля полк был задействован для оккупации Фэирфакса.
21 июля полк участвовал в первом сражении при Булл-Ран, где 39 человек было убито, 7 офицеров и 35 человек ранено, 8 офицеров и 107 человек пропало без вести. В этом бою погиб и командир полка, полковник Кэмерон. Полк был отведён в Вашингтон и включён в бригаду Уильяма Смита. Новым командиром полка стал полковник Исаак Стивенс.